# Sarah Schachner
Sarah Schachner (Philadelphia, 27 maart 1988) is een Amerikaanse componiste en muzikante die muziek maakt voor verschillende bekende films, televisieseries en videogames.

## Levensloop
Sarah Schachner is opgegroeid in de buitenwijken van Philadelphia (Verenigde Staten). Zo startte Schachner op haar vijfde met het spelen op de piano en op haar viool. In de loop der jaren heeft zij ook andere muziekinstrumenten leren spelen, zoals de altviool en cello in orkesten en jazzbands.
Schachner verhuisde naar Los Angeles en ging naar de Berklee College of Music. Zo begon zij samen met Brian Tyler te componeren, die onder meer componeerde voor verschillende films en videogames. Schachners en Tylers eerste samenwerking was tijdens de muziek van Call of Duty: Modern Warfare 3. Daarover zei Schachner: "Ik begon muziek te componeren en te maken voor de games waar Tyler bij betrokken was. Ik realiseerde mij hoeveel ik daarvan hield." Vanaf dat moment werkte Schachner voor meer Call of Duty-games, waaronder Infinite Warfare en begon ook te componeren voor Ubisoft-games, waaronder Far Cry en Assassin's Creed-franchises. Hierdoor ontstond haar muziek op onder meer snaarinstrumenten met onder meer synthesizers.
In mei 2016 werd Schachners muziek zonder toestemming gebruikt voor Ted Cruz' verkiezingscampagne. Schachner en een artiest hebben, in samenwerking met een licentiebedrijf, de Cruz campaign aangeklaagd voor inbreuk op haar auteursrecht.
Schachner deed ook mee aan het Cassini Finale Music Project, een project als nagedachtenis van de Cassini-missie naar Saturnus.

## Discografie

### Film
| Jaar | Titel                | Regisseur        | Studio                  | Opmerkingen:                          | Referentie |
| ---- | -------------------- | ---------------- | ----------------------- | ------------------------------------- | ---------- |
| 2010 | Cool It              | Ondi Timoner     | Roadside Attractions    | Co-componiste met N'oa Winter Lazerus | [ 10 ]     |
| 2010 | She Believes in Fate | Douglas Lamore   | Charlatan Studios       | Korte film                            | -          |
| 2011 | Remains              | Colin Theys      | Chiller Films           | -                                     | [ 4 ]      |
| 2012 | Promesas             | Aaron Celious    | -                       | Korte film                            |            |
| 2013 | UnHung Hero          | Brian Spitz      | Breaking Glass Pictures | -                                     | [ 4 ]      |
| 2015 | The Lazarus Effect   | David Gelb       | Relativity Media        | -                                     | [ 5 ]      |
| 2022 | Prey                 | Dan Trachtenberg | 20th Century Studios    |                                       |            |

#### Overige
| Jaar | Titel                | Regisseur       | Studio               | Opmerkingen  | Referentie |
| ---- | -------------------- | --------------- | -------------------- | ------------ | ---------- |
| 2012 | John Dies at the End | Don Coscarelli  | Magnet Releasing     | Extra muziek | [ 4 ]      |
| 2012 | The Expendables 2    | Simon West      | Lionsgate            | -            | [ 1 ]      |
| 2013 | Iron Man 3           | Shane Black     | Marvel Studios       | -            | [ 1 ]      |
| 2013 | Now You See Me       | Louis Leterrier | Summit Entertainment | -            | [ 1 ]      |
| 2016 | Now You See Me 2     | Jon M. Chu      | Summit Entertainment | -            | -          |

### Televisie
| Jaar | Titel        | Origineel kanaal  | Opmerkingen                                  | Referentie |
| ---- | ------------ | ----------------- | -------------------------------------------- | ---------- |
| 2010 | Brew Masters | Discovery Channel | -                                            | -          |
| 2011 | The Troop    | Nickelodeon       | -                                            | -          |
| 2015 | Chef's Table | Netflix           | Aflevering: "Massimo Bottura" & "Jordi Roca" | [ 11 ]     |

### Computerspellen
| Jaar | Titel                          | Studio               | Opmerkingen                                  | Referentie |
| ---- | ------------------------------ | -------------------- | -------------------------------------------- | ---------- |
| 2014 | Assassin's Creed: Unity        | Ubisoft              | Co-componiste met Chris Tilton en Ryan Amon  | [ 5 ]      |
| 2016 | Call of Duty: Infinite Warfare | Activision           | -                                            | [ 3 ]      |
| 2017 | Assassin's Creed Origins       | Ubisoft              | -                                            | [ 5 ]      |
| 2019 | Anthem                         | Electronic Arts (EA) | -                                            | [ 9 ]      |
| 2019 | Call of Duty: Modern Warfare   | Activision           | -                                            | [ 12 ]     |
| 2020 | Assassin's Creed Valhalla      | Ubisoft              | Co-componiste met Jesper Kyd en Einar Selvik | [ 13 ]     |

#### Overige
| Jaar | Titel                           | Studio               | Opmerkingen | Referentie |
| ---- | ------------------------------- | -------------------- | ----------- | ---------- |
| 2011 | Call of Duty: Modern Warfare 3  | Activison            | -           | [ 1 ]      |
| 2011 | Need for Speed: The Run         | Electronic Arts (EA) | -           | [ 4 ]      |
| 2012 | Far Cry 3                       | Ubisoft              | -           | [ 4 ]      |
| 2013 | Army of Two: The Devil's Cartel | Electronic Arts (EA) | -           | [ 4 ]      |
| 2013 | Assassin's Creed IV: Black Flag | Ubisoft              | -           | [ 5 ]      |